# Sphaerodactylus notatus
Sphaerodactylus notatus är en ödleart som beskrevs av  Baird 1859. Sphaerodactylus notatus ingår i släktet Sphaerodactylus och familjen geckoödlor. IUCN kategoriserar arten globalt som livskraftig.

## Underarter
Arten delas in i följande underarter:
- S. n. notatus
- S. n. amaurus
- S. n. atactus
- S. n. exsul
- S. n. peltastes